# Платон (Петрункевич)
Платон (фамилия в миру Петрункевич; 1700, Сосница, Черниговская губерния — 16 (27) апреля 1757, Москва) — епископ Русской православной церкви. епископ Владимирский и Яропольский. Проповедник.

## Биография
Родился в Соснице в дворянской семье.
Окончил Киевскую духовную академию. По окончании курса прибыл в Коломну, состоял при Коломенском епископе Вениамине. Последним был пострижен в монашество. Принимал участие в епархиальном управлении.
Затем был вызван в Петербург и будучи в то время иеродиаконом, определен законоучителем Кадетского Корпуса.
Из Петербурга «с светлейшим князем Гессен-Гомбургским был в иностранных державах, где имел случай научиться немецкому языку».
По возвращении из-за границы возведён в 1740 году в сан архимандрита Севского Преображенского монастыря.
С 9 мая 1742 года — архимандрит Владимирского Рождественского монастыря и член Святейшего Синода.
В 1748 году из Московской епархии была выделена Владимирская, и архимандрит Платон 20 марта 1748 году хиротонисан во епископа Владимирского и Яропольского с оставлением членом Священного Синода.
При обозрении епархии «почти во всех церквах и домах» духовенства на иконах изображение святых с двуперстным сложением креста, он предписал по всей епархии немедленно исправить перстосложение на иконах под опасением строжайшего взыскания.
В начале 1750 года им была основана была духовная семинария, на которую епископ Платон затрачивал много своих личных средств и которую он всячески поддерживал. При нём и по его распоряжению, в Семинарии обучались, кроме лиц школьного возраста, и взрослые неграмотные или малограмотные лица духовного звания, в особенности монашествующие.
В организации епархиальных учреждений большое содействие епископу Платону оказал архиепископ Московский и Севский Платон (Малиновский), по распоряжению которого в кафедральный центр были направлены канцелярские служители из Московской духовной консистории для организации работы аналогичной управленческой структуры во Владимире.
Скончался 16 апреля 1757 года в Москве от каменной болезни. Погребён в Московском Крестовоздвиженском монастыре. В декабре 1757 года месяце указом Священного Синода гроб с телом епископа Платона был перевезён во Владимир и погребён в Успенском кафедральном соборе.

## Сочинения
- Указ-послание духовенству о достойном звания их поведении, 1756 (Владимирские губернские ведомости, 1879, № 30).
- Слово на Преображение Господне. М., 1742.
- Слово на день Полтавской победы. М., 1743.
- Слово на возвращение императора из Киева. М., 1745.
- Слово на Новый год. М., 1746.
- Слово на день восшествия императрицы Елизаветы на престол. М., 1746.
- Слово на день св. апостола Андрея. М., 1746.